# Episodi di Kraft Mystery Theater (prima stagione)
La prima stagione della serie televisiva Kraft Mystery Theater è stata trasmessa in anteprima negli Stati Uniti d'America dalla NBC tra il 14 giugno 1961 e il 27 settembre 1961.
| nº | Titolo originale         | Titolo italiano | Prima TV USA      | Prima TV Italia |
| -- | ------------------------ | --------------- | ----------------- | --------------- |
| 1  | The Professionals        |                 | 14 giugno 1961    |                 |
| 2  | Deadly Record            |                 | giugno 1959       |                 |
| 3  | Account Rendered         |                 | 28 giugno 1961    |                 |
| 4  | Breakout                 |                 | 5 luglio 1961     |                 |
| 5  | Danger Tomorrow          |                 | 12 luglio 1961    |                 |
| 6  | The Hideout              |                 | 19 luglio 1961    |                 |
| 7  | The White Trap           |                 | 26 luglio 1961    |                 |
| 8  | Witness in the Dark      |                 | 2 agosto 1961     |                 |
| 9  | The Spider's Web         |                 | 9 agosto 1961     |                 |
| 10 | House of Mystery         |                 | aprile 1961       |                 |
| 11 | The Desperate Man        |                 | 23 agosto 1961    |                 |
| 12 | The House of Rue Riviera |                 | 30 agosto 1961    |                 |
| 13 | Flight from Treason      |                 | 10 luglio 1960    |                 |
| 14 | Port of Revenge          |                 | 13 settembre 1961 |                 |
| 15 | The Third Alibi          |                 | 20 settembre 1961 |                 |
| 16 | Death and the Sky Above  |                 | 27 settembre 1961 |                 |